# SUMMARY2010
『SUMMARY2010』（サマリー2010）は、日本の男性アイドルグループ、Hey! Say! JUMPの通算4枚目のDVD。2011年1月12日発売。発売元はジェイ・ストーム。販売元はソニー・ミュージックエンタテインメント。

## 概要
- 2010年7月19日から8月29日に行われたHey! Say! JUMPのコンサート『SUMMARY 2010』から、8月25日の公演を収録。
- 発売初週は7.4万枚を売り上げ、1月24日付オリコン週間DVDランキングで総合首位となった。これは『Hey! Say! Jump-ing Tour '08-'09』以来3作連続首位、ミュージックDVD部門では『Hey! Say! JUMP デビュー&ファーストコンサート いきなり!in 東京ドーム』以来4作連続首位となる[1]。
- 2011年6月に不祥事で芸能活動を休止し、その後脱退・退所した森本龍太郎にとってはこれがHey! Say! JUMPとして最後のコンサートとなった。

## 収録曲
1. overture
2. SUMMARY
3. Time
4. DREAMER
5. Your seed
6. アジアの夜 - 山田涼介
7. LOVE PARADE
8. 見上げてごらん夜の星を - スノープリンス合唱団
9. WITH LOVE - スノープリンス合唱団
10. Lucky Man（嵐）- Hip Hop Jump
11. WAになっておどろう/勇気100%
12. 輝きの日々
13. 真紅
14. NYC - NYC
15. to Heart（KinKi Kids）
16. FIGHT ALL NIGHT（KAT-TUN）
17. SHE SAID…（KAT-TUN）
18. ス・リ・ル vs Get!! - Hey! Say! BEST vs Hey! Say! 7
19. Thank You 〜僕たちから君へ〜
20. INFINITY
21. 勇気100%